# Piercia zukwalensis
Piercia zukwalensis är en fjärilsart som beskrevs av Debauche 1937. Piercia zukwalensis ingår i släktet Piercia och familjen mätare. Inga underarter finns listade i Catalogue of Life.